# Microgaster congregatiformis
Microgaster congregatiformis är en stekelart som beskrevs av Henry Lorenz Viereck 1917. Microgaster congregatiformis ingår i släktet Microgaster och familjen bracksteklar. Inga underarter finns listade i Catalogue of Life.